# Societat Cultural Recreativa (Canet de Mar)
La Societat Cultural Recreativa és un edifici de Canet de Mar (Maresme) protegit com a bé cultural d'interès local.

## Descripció
Es tracta d'un edifici cantoner de planta i pis. A la planta baixa hi ha un cafè. Presenta tres obertures a la façana principal i una a la lateral. Al primer pis hi ha un balcó corregut que fa cantonada i arriba fins al costat. Hi ha tres balconeres a la façana principal i una a la lateral. Totes les obertures són amb llinda recta, i les del primer pis tenen una motllura que sobresurt. La casa està coronada amb una espècie de frontó mixtilini de pedra. Casa d'interès que se suma a la llista d'exemples historicistes del carrer Ample.
L'edifici va ser reformat a la planta baixa, cosa que va alterar l'estat original de les obertures.